# GP Union Dortmund
Großer Preis der Dortmunder Union-Brauerei, kort GP Union Dortmund, var ett tyskt endagslopp i landsvägscykling som avhölls från 1962 till 1984. Loppet hade start och mål i Dortmund och sponsrades av Dortmunder Union-Brauerei.

## Podieplaceringar
| År   | Vinnare             | Tvåa                | Trea              |
| 1962 | Piet Damen          | Jaap Kersten        | Coen Niesten      |
| 1963 | Willy Vannitsen     | Jacques Anquetil    | Horst Oldenburg   |
| 1964 | Rudi Altig          | Hans Junkermann     | Peter Post        |
| 1965 | Jan Hugens          | Jan Lauwers         | Wim de Jager      |
| 1966 | Wim de Jager        | Peter Glemser       | Guido De Rosso    |
| 1967 | Jean-Baptiste Claes | Winfried Boelke     | Peter Post        |
| 1968 | Erik De Vlaeminck   | Roger Legrange      | Frans Verbeeck    |
| 1969 | Julien Stevens      | Winfried Boelke     | Walter Godefroot  |
| 1970 | Eddy Merckx         | Noël Vanclooster    | Maurice Dury      |
| 1971 | Herman Van Springel | Julien Stevens      | Eddy Merckx       |
| 1972 | Eddy Merckx         | Wilfried Peffgen    | Gerben Karstens   |
| 1973 | Antoine Houbrechts  | Willy Teirlinck     | Eddy Merckx       |
| 1974 | Hennie Kuiper       | Joseph Bruyère      | Joseph Huysmans   |
| 1975 | Rik Van Linden      | André Dierickx      | Dietrich Thurau   |
| 1976 | André Dierickx      | Dietrich Thurau     | Roland Schar      |
| 1977 | Dietrich Thurau     | Jozef Jacobs        | Frank Hoste       |
| 1978 | Gery Verlinden      | Daniel Willems      | Alfons De Bal     |
| 1979 | Patrick Sercu       | Sean Kelly          | Willem Peeters    |
| 1980 | Jostein Wilmann     | Bruno Wolfer        | Roberto Ceruti    |
| 1981 | Theo de Rooij       | Gregor Braun        | Jean-Marie Grezet |
| 1982 | Ad Wijnands         | Adri van der Poel   | Eric McKenzie     |
| 1983 | Theo de Rooij       | Gerard Veldscholten | Adri van der Poel |
| 1984 | Gerard Veldscholten | Theo de Rooij       | Louis Luyten      |